# Abri Perry Creek
Pour les articles homonymes, voir Perry.
L'abri Perry Creek est un refuge de montagne des North Cascades relevant du comté de Whatcom, dans l'État de Washington, dans le Nord-Ouest des États-Unis. Protégé au sein du parc national des North Cascades, il est inscrit au Registre national des lieux historiques depuis le 10 février 1989.